# Feldersatz-Divisionen (Wehrmacht)
Die Feldersatz-Divisionen waren Großverbände des Heeres der deutschen Wehrmacht im Zweiten Weltkrieg, welche bis auf die Feldersatz-Division F im August 1941 gebildet wurden. Alle Großverbände hatten die Aufgabe den Truppenersatz für die Einsatzverbände im Krieg gegen die Sowjetunion zu stellen. Im Januar 1942 wurden alle Feldersatz-Divisionen wieder aufgelöst und z. T. kurze Zeit später wieder aufgestellt.

## Gliederungen
Feldersatz-Division A bis C bestanden aus jeweils fünf Feldersatz-Regimentern. D und E hatten vier Feldersatz-Regimenter. Der zweiten Aufstellung der Feldersatz-Divisionen B und F waren nur noch drei Feldersatz-Regimenter unterstellt. Alle anderen der zweiten Aufstellung hatten fünf Feldersatz-Regimenter.

## Feldersatz-Division A
Divisionsgeschichte
Die Feldersatz-Division A wurde im August 1941 im Wehrkreis IV aufgestellt. Im Oktober 1941 wurde die Division in den Wehrkreis zurückverlegt und aufgelöst.
Am 15. Januar 1942 wurde die Feldersatz-Division A im Wehrkreis IV erneut aufgestellt.
Gliederung zur Aufstellung
- Feldersatz-Regiment A/1 (Wehrkreis I)
- Feldersatz-Regiment A/2 (Wehrkreis II)
- Feldersatz-Regiment A/3 (Wehrkreis III)
- Feldersatz-Regiment A/4 (Wehrkreis IV)
- Feldersatz-Regiment A/5 (Wehrkreis V), wurde Feldersatz-Regiment B/3

Gliederung zur Neuaufstellung
- Feldersatz-Regiment A/1 (Wehrkreis VII): wurde im Februar 1945 aufgelöst
- Feldersatz-Regiment A/2 (Wehrkreis XIII): wurde 1943 aufgelöst
- Feldersatz-Regiment A/3 (Wehrkreis V)
- Feldersatz-Regiment A/4 (Wehrkreis I): im Winter 1942/43 aufgelöst

Kommandeure
- Generalleutnant Heinrich Curtze
- Generalleutnant Adolf von Kleist

## Feldersatz-Division B
Divisionsgeschichte
Im August 1941 wurde im Wehrkreis V die Feldersatz-Division B aufgestellt, welche aber bereits im Oktober 1941 wieder aufgelöst wurde.
Im Januar 1942 wurde die Feldersatz-Division B ein zweites Mal aufgestellt.
Gliederung zur Aufstellung
- Feldersatz-Regiment B/1 (Wehrkreis VI)
- Feldersatz-Regiment B/2 (Wehrkreis VII)
- Feldersatz-Regiment B/3 (Wehrkreis VIII)
- Feldersatz-Regiment B/4 (Wehrkreis IX)

Gliederung zur Neuaufstellung
- Feldersatz-Regiment B/1 (Wehrkreis XVIII): im Winter 1941/42 aufgelöst
- Feldersatz-Regiment B/2 (Wehrkreis XVIII): wurde im November 1944 Stab des Sicherungs-Regiments 93
- Feldersatz-Regiment B/3 (Wehrkreis V): im Sommer 1943 aufgelöst

Kommandeure
- Generalmajor Wolf Boysen: August 1941
- Generalleutnant Fritz von Brodowski: August 1941 bis Dezember 1941 und erneut ab Juni 1942 bis zur Auflösung

## Feldersatz-Division C
Divisionsgeschichte
Im August 1941 wurde im Wehrkreis IX die Feldersatz-Division C aufgestellt, welche aber bereits im Oktober 1941 wieder aufgelöst wurde.
1942 wurde die Feldersatz-Division C ein zweites Mal aufgestellt.
Gliederung zur Aufstellung
- Feldersatz-Regiment C/1 (Wehrkreis X)
- Feldersatz-Regiment C/2 (Wehrkreis XI)
- Feldersatz-Regiment C/3 (Wehrkreis XII)
- Feldersatz-Regiment C/4 (Wehrkreis XIII)
- Feldersatz-Regiment C/5 (Wehrkreis XVII)

Gliederung zur Neuaufstellung
- Feldersatz-Regiment C/1 (Wehrkreis XII): 1942 aufgelöst
- Feldersatz-Regiment C/2 (Wehrkreis IX): 1942 aufgelöst
- Feldersatz-Regiment C/3 (wahrscheinlich Wehrkreis IV): 1942 aufgelöst
- Feldersatz-Regiment C/4 (Wehrkreis VIII): 1942 aufgelöst
- Feldersatz-Regiment C/5 (Wehrkreis VI): 1942 aufgelöst

Kommandeur
- Generalmajor Rudolf Habenicht, ehemaliger Kommandeur der 463. Ersatz-Division

## Feldersatz-Division D
Divisionsgeschichte
Im August 1941 wurde im Wehrkreis XI die Feldersatz-Division D aufgestellt, welche aber bereits im Oktober 1941 wieder aufgelöst wurde.
Im Januar 1942 wurde die Feldersatz-Division D ein zweites Mal aufgestellt.
Gliederung zur Aufstellung
- Feldersatz-Regiment D/1 (wahrscheinlich Wehrkreis XVIII)
- Feldersatz-Regiment D/2 (Wehrkreis II)
- Feldersatz-Regiment D/3 (Wehrkreis III)
- Feldersatz-Regiment D/4 (Wehrkreis VI)

Gliederung zur Neuaufstellung
- Feldersatz-Regiment D/1 (Wehrkreis XI): 1942 aufgelöst
- Feldersatz-Regiment D/2 (Wehrkreis X): 1942 aufgelöst
- Feldersatz-Regiment D/3 (Wehrkreis III): 1942 aufgelöst

Kommandeur
- Generalmajor Franz Seuffert

## Feldersatz-Division E
Divisionsgeschichte
Im August 1941 wurde im Wehrkreis XII die Feldersatz-Division E aufgestellt, welche wieder aufgelöst wurde.
Im Januar 1942 wurde nur der Divisionsstab erneut aufgestellt und eine erneute Aufstellung der Feldersatz-Division E ist nicht dokumentiert.
Gliederung
- Feldersatz-Regiment E/1 (Wehrkreis VII)
- Feldersatz-Regiment E/2 (Wehrkreis VIII)
- Feldersatz-Regiment E/3 (Wehrkreis XIII)
- Feldersatz-Regiment E/4 (Wehrkreis XVII)

Kommandeure
- Generalmajor Wilhelm Mittermaier: bis Januar 1942, ehemaliger Kommandeur der 429. Landesschützen-Division
- Oberst, später Generalmajor Kurt Wuthenow: Januar 1942 bis Februar 1942
- Generalmajor Friedrich-Karl Wachter

## Feldersatz-Division F
Divisionsgeschichte
Die Feldersatz-Division F wurde im Wehrkreis VI im Januar 1942 mit der Neuaufstellung der anderen Feldersatz-Divisionen aufgestellt.
Gliederung
- Feldersatz-Regiment F/1 (wahrscheinlich Wehrkreis III): 1942 aufgelöst
- Feldersatz-Regiment F/2 (Wehrkreis VII): 1942 aufgelöst
- Feldersatz-Regiment F/3 (Wehrkreis IX): 1942 aufgelöst

Kommandeur
- Generalmajor Franz Seuffert